# Wasdoek

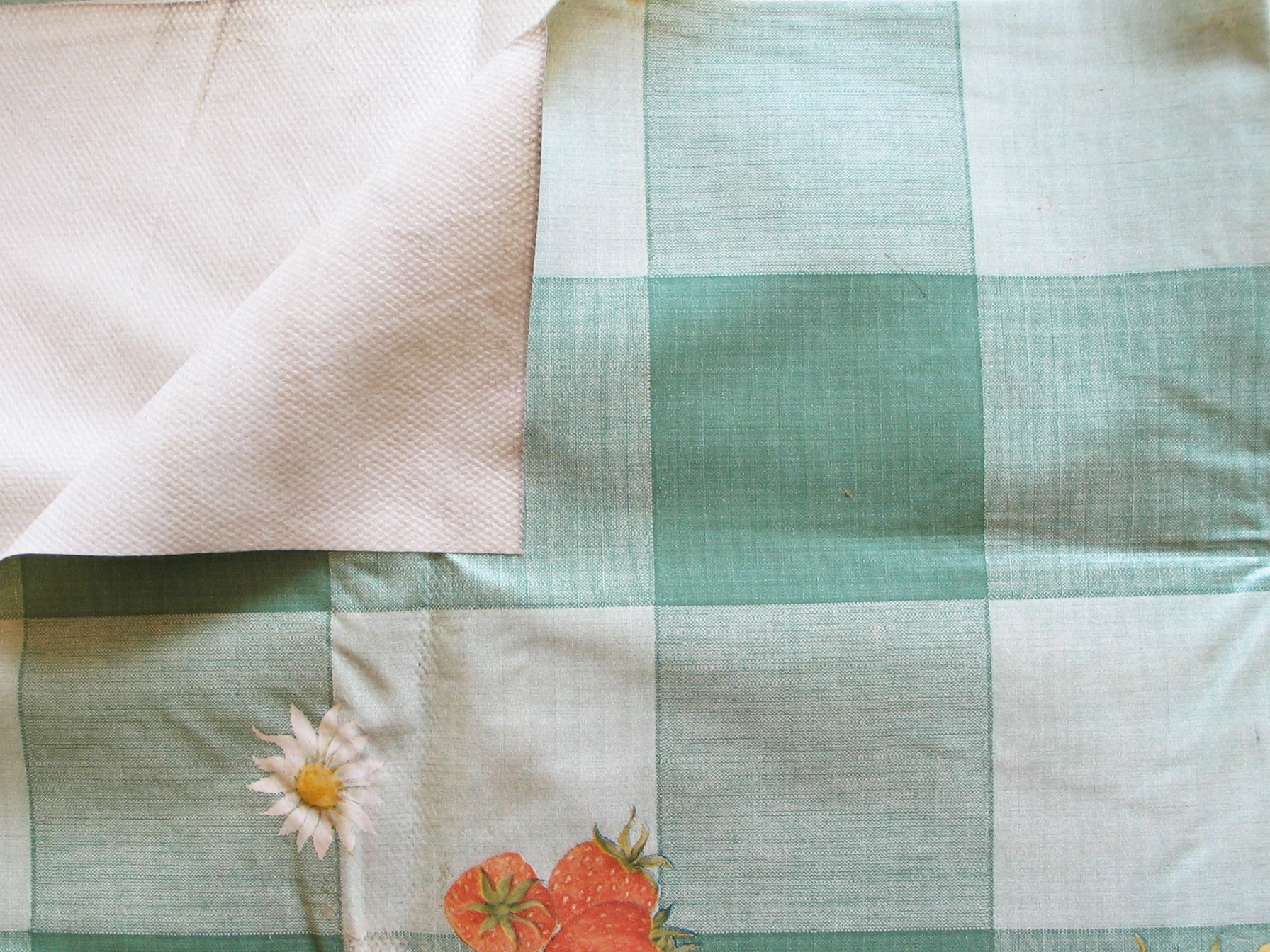
Wasdoek

Wasdoek is de naam die oorspronkelijk gegeven werd aan met was bestreken linnen.
Tegenwoordig wordt het begrip gebruikt voor weefsel van linnen, katoen of jute, dat aan één zijde met vernis uit lijnolie wordt bestreken. Daaraan werd een pigment, zoals zwartsel, toegevoegd. Vervolgens wordt het gelakt en gewalst. De beste kwaliteit wordt gebruikt als kunstleer.
Los daarvan wordt de term wasdoek ook gebezigd voor een doek, die gebruikt wordt voor het aanbrengen van was op parketvloeren, meubelen en dergelijke.
Wasdoek wordt ook gebruikt als tafelzeil, om een tafel tegen morsen te beschermen.